# روبرت فاغنر (لاعب دارت)
روبرت فاغنر (بالإنجليزية: Robert Wagner)‏ (و. 1965  م) هو لاعب دارت نرويجي، ولد في النمسا.

## وصلات خارجية
- روبرت فاغنر على موقع IMDb (الإنجليزية)
- روبرت فاغنر على موقع DartsDatabase.co.uk (الإنجليزية)

- روبرت فاغنر في قاعدة بيانات الأفلام على الإنترنت